# Ken’ichirō Meta
Ken’ichirō Meta (japanisch 米田 兼一郎 Meta Ken’ichirō; * 2. Juli 1982 in der Präfektur Kagoshima) ist ein ehemaliger japanischer Fußballspieler.

## Karriere
Meta erlernte das Fußballspielen in der Schulmannschaft der Kagoshima Josei High School. Seinen ersten Vertrag unterschrieb er 2001 bei den Avispa Fukuoka. Der Verein spielte in der höchsten Liga des Landes, der J1 League. Am Ende der Saison 2001 stieg der Verein in die J2 League ab. Für den Verein absolvierte er 82 Ligaspiele. 200 wechselte er zum Ligakonkurrenten Kyoto Purple Sanga (heute: Kyoto Sanga FC). 2005 wurde er mit dem Verein Meister der J2 League und stieg in die J1 League auf. Am Ende der Saison 2006 stieg der Verein wieder in die J2 League ab. Für den Verein absolvierte er 62 Ligaspiele. Im Juli 2007 wechselte er zum Drittligisten Tochigi SC. Für den Verein absolvierte er 16 Ligaspiele. 2008 wechselte er zum Zweitligisten Tokushima Vortis. Für den Verein absolvierte er 80 Ligaspiele. 2011 wechselte er zum Ligakonkurrenten Sagan Tosu. Für den Verein absolvierte er fünf Ligaspiele. Danach spielte er bei den FC Kagoshima und Tegevajaro Miyazaki. Ende 2018 beendete er seine Karriere als Fußballspieler.